# Skeppsholmen (lantbruksskola)

Skeppsholmen var en privat lantbruksskola i Liareds socken, Västergötland, grundad 1858 av Per Henrik Spaak. Skolan utbildade lägre lantbruksbefäl m. fl. och syftade till att professionalisera den svenska allmogeungdomen inom jordbruksnäringen. Den lades ner 1897. Inom en nästan 40-årig era avgick 155 elever från skolan.
På Skeppsholmen startade Spaak även en slöjdskola, där 127 flickor utexaminerades, och en skola för inspektorselever med inte mindre än 552 utbildade elever.
Även Fristads folkhögskola har sina rötter på Skeppsholmen, där den drevs av Spaak 1879-1882.